# Poritia proxina
Poritia proxina är en fjärilsart som beskrevs av De Nicéville 1895. Poritia proxina ingår i släktet Poritia och familjen juvelvingar. Inga underarter finns listade i Catalogue of Life.